# LVTP-5裝甲車

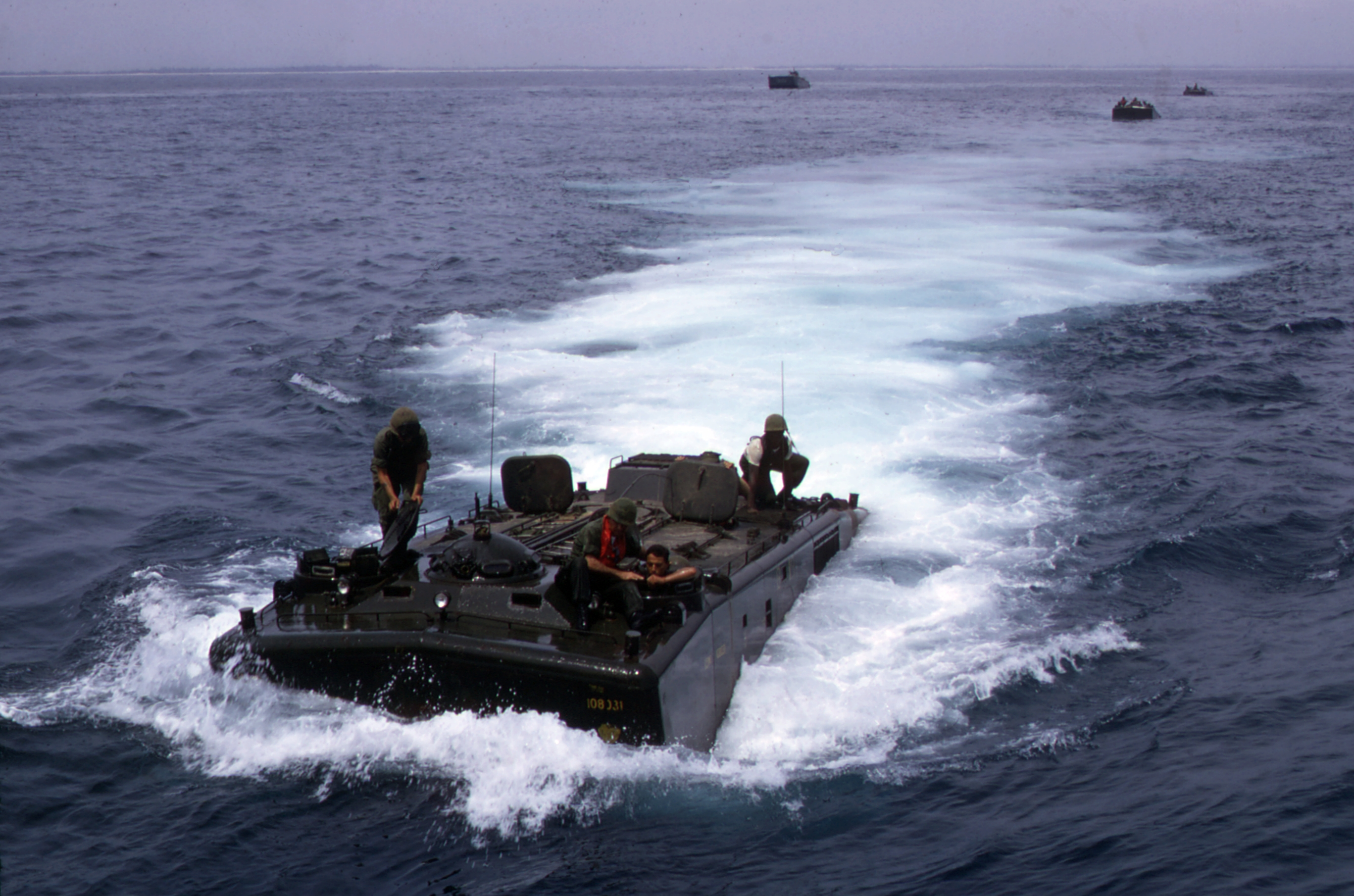
LVTP-5於海上

LVTP-5是美國海軍陸戰隊使用的一系列兩棲登陸履帶裝甲車輛。它是由博格華納公司（Borg Warner Company）設計，FMC（Food Machinery and Chemical Corporation 食品機械與化學公司）以及其他一些公司承攬量產。於1956年初服役。LVTP-5首次用於1958年黎巴嫩危機。包括專業用途的衍生型在內共生產了1,124輛。

## 簡介
為了取代二戰時期生產的兩棲登陸車，美軍1946年開發新一代的兩棲登陸載具；1946年鮑爾溫機車廠提出一款車體有可破浪銳角的舟體車輛，代號LVTP-X1，1949年Paccar公司提出一款舟體車輛，該型車輛配備M18驅逐戰車配備的T88砲塔，編號LVTA 105mm HMC，兩種車型運用的動力來源皆為從M26潘興坦克移植，為輸出動力500匹馬力，8汽缸設計的福特GAF引擎，水面推進由履帶驅動的設計，但兩種型號都出現動力不足的問題，且車體設計穩定性不足，最後兩間公司的方案都未能通過測評。後來食品機械與化學公司提出一款22噸重的中型兩棲運輸車，海軍陸戰隊還是不滿意，最後只能繼續翻修既有的LVT兩棲登陸車。
在1950年韓戰爆發後，兩棲登陸車輛的開發迫在眉睫，而1946年以來的研發經驗及教訓成為後續制定技術細節的重要依據；包括對酬載力、火力、防護標準的需求，都反饋到新研發的兩棲裝甲車上。在1940年代末期困擾著開發單位的動力問題，則以換用在M46巴頓坦克上研發完成的AV-1790引擎及CD-850自動變速箱設計解決，新型兩棲登陸車代號「LVT-5」，在1951年8月完成火力支援型原型車製造，人員運輸型在後續研製完成，美軍原先計畫運用相同車體開發裝甲救濟車、指揮車、自走防砲車、戰鬥工兵車等型號，但自走防空炮型、戰鬥工兵車型因為技術測評不過關而中止開發，已通過驗收的型號則從1952年開始量產。LVT-5與前代的最大改良點是車體採全密閉設計，提供了運輸單位基本的防禦，車輛可在三級海象下遂行兩棲登陸任務。
美國海軍陸戰隊使用LVTP-5的時間從1952年到1970年代，不過1952年初期型號配發部隊後出現若干問題，包括動力組件中變速箱驅動軸頻繁故障，引擎排氣口容易進水，相關問題直到1956年才大致解決，進行改良修正的車型更名為LVTP-5A1；也由於工程問題實質克服時韓戰已經結束，美軍投入LVT-5作戰要到越南戰爭，在1965年登陸峴港起，LVT-5作以美軍主要兩棲裝甲車的身分參與越南戰爭，長期在南越地面作戰中登場。但與北越軍隊與越共游擊隊交戰時，其鋼構車體厚度過於脆弱，對RPG-7火箭推進榴彈的防護力不佳，遭到嚴重損失。而且LVTP-5油箱設計在乘員艙下方，缺乏抗地雷設計，且AV-1790引擎仍然以汽油為燃料，並未在1960年柴油化的趨勢時更換引擎，一旦中雷油箱內的汽油很容易遭誘爆，就實戰觀點這些設計仍有待改善。同時車上固定武裝只有一挺機槍，火力相對不足。但美軍會利用LVTP-5的大容量貨艙另外做現地改裝應急，像是堆放沙包增強防禦力，然後裝備無後座力砲或是迫擊砲提供更有效的火力掩護，或是像LVTH-6直接作為水上火力平台充實第一線的火力能量，但是這卻讓車體懸吊系統帶來額外負擔，加重車輛耗損。
LVTP-5是基於二次世界大戰時期登陸車履帶系列LVT- 1至LVT- 4發展演變而來，但車輛相對較大，可攜帶30到34名全副武裝的戰鬥部隊人員。有一種較小型的設計，依據M59裝甲運兵車為基礎的LVT-6，但只製造了少量。
最常見的類型LVTP-5是裝甲運兵車，其他型號包括掃雷車，指揮車，救援拖吊車和火力支援車。火力支援車安裝105毫米榴彈砲。也曾發展過一個防空型號的原型車，但沒有生產。
美軍中的LVTP-5在1974年後被LVT-7系列取代。

## 衍生型號

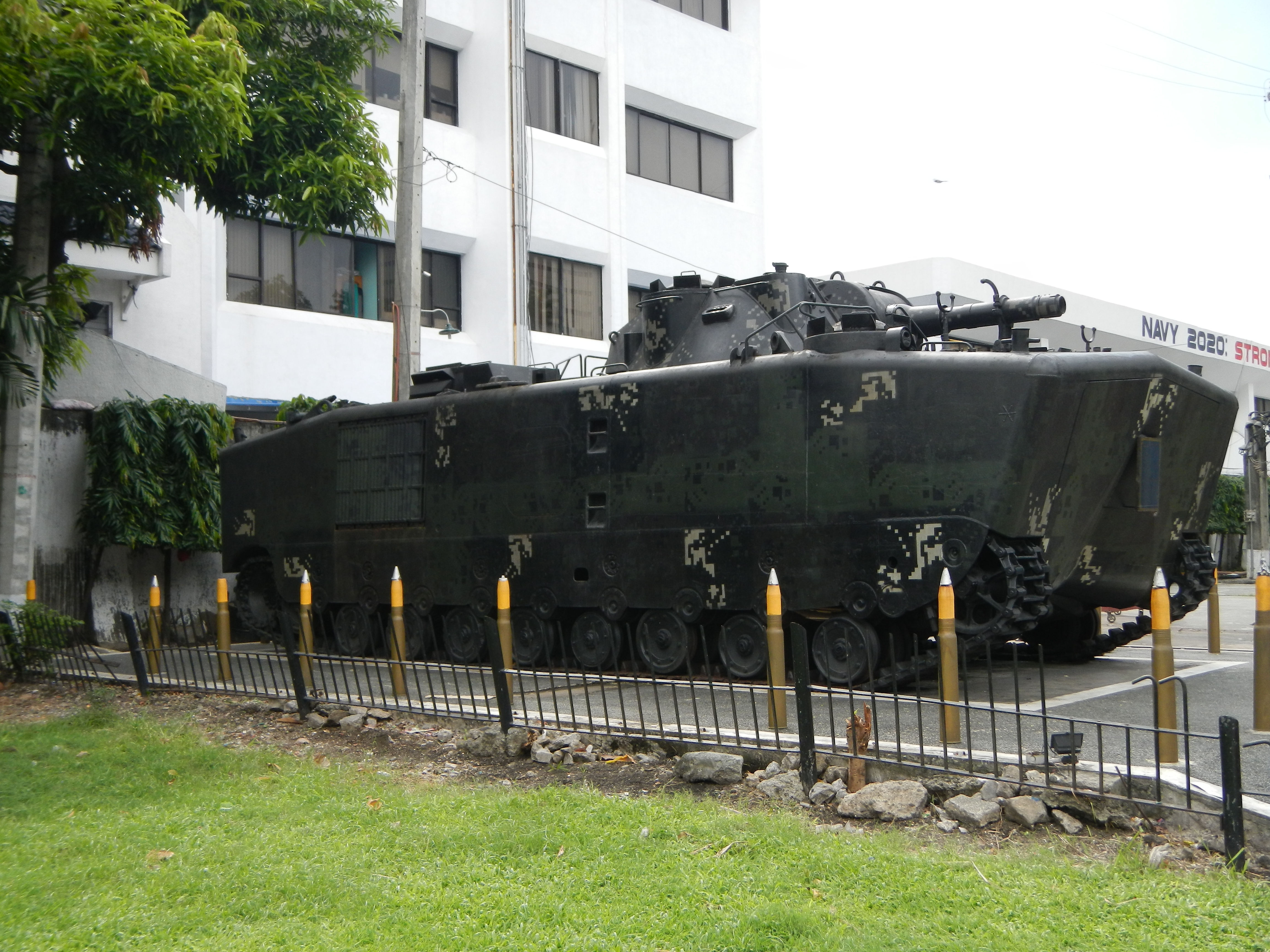
LVTH- 6

- LVTP- 5A（登陸車輛，履帶，人員）-裝甲運兵車，引擎與變速箱和M47巴頓坦克共通。到了60年代，所有的 LVTP5 都在動力艙的頂部裝了盒式通氣管，並增裝夜視裝置，命名為 LVTP-5A1。其乘員人數為三人，包括車長、駕駛員、機槍手（右前方為車長有四個潛望鏡、左前方為駕駛員也有四個潛望鏡、中間前面一點的位置為機槍手有一個潛望鏡）。另外可供34名全副武裝的乘員搭乘[1]。
- LVTC- 5（登陸車輛，履帶，指揮，早期稱LVTCR-1） -指揮車。車內除3位操作人員，令編制3位無線電操作員、6位指揮軍官。艙內裝了通訊設備、桌子、地圖板，車外安裝了無線電天線[1]。此型號包括A1型改造者共生產58輛。
- LVTH- 6（登陸車輛，履帶，榴彈砲） -火力支援車，中華民國海軍陸戰隊將其暱稱為「大砲鴨」，裝設1門與M52自走炮相同的M49型24倍徑105毫米榴彈砲，1挺.30同軸機槍及1挺12.7mm機槍，重量也增加到39噸。在1953～1957年間共生產210輛，分別是Ingersoll公司175輛、Pacific Carand Foundry公司35輛。平時編制車長、駕駛、副駕駛、射手及裝填手等5人，能以火力支援第一線陸戰隊步兵作戰，其砲塔可作360度迴轉，採手動或電力驅動液壓馬達方式操作，而且可在水上浮游時射擊[1]。在菲律賓海軍陸戰隊有4輛經修復的LVTH-6。它被用來在人民力量革命攻擊菲律賓陸軍總部和警察總部時使用。
- LVTR- 1（登陸車輛，履帶，救援拖吊）- 救援拖吊車。額外在車內增裝65匹馬力的汽油引擎為焊接設備、空氣壓縮機、吊車、絞盤等救援設備提供動力[1]。製造65輛。
- LVTE- 1（登陸車輛，履帶，工兵） -掃雷車。車組標準成員8名，裝備了掃雷犁和火箭爆導索等掃雷裝置，掃雷犁全重4.5公噸、寬12.7英尺（3.872公尺）、犁地深度16英吋（40.6公分），由於有一定重量，需設置額外浮筒增加浮力。掃雷犁以液壓操縱升降，行軍時將掃雷犁抬起20度。美軍暱稱為「馬鈴薯挖掘機」（potato digger）[1]，製造41輛。
- LVTAA- X1的（登陸車輛，履帶，防空）-防空車，裝有M42防空炮車的砲塔。只有建造原型。
- LVTP-5-AT —中華民國海軍改造的兩棲火力支援車，裝有51式106毫米無後座力炮。
- LVTP-5-RL —中華民國海軍改造的兩棲火力支援車，裝有「工蜂四型」火箭炮[1] 。
- LVTP-X10—將動力裝置更換為T58渦輪軸發動機（英语：General_Electric_T58）（輸出動力1,500匹馬力）的實驗型號，總重42公噸，因渦輪軸發動機的空間精簡，乘員艙可用容積增加66%，且動力表現也較既有型號優秀。

## 使用國家

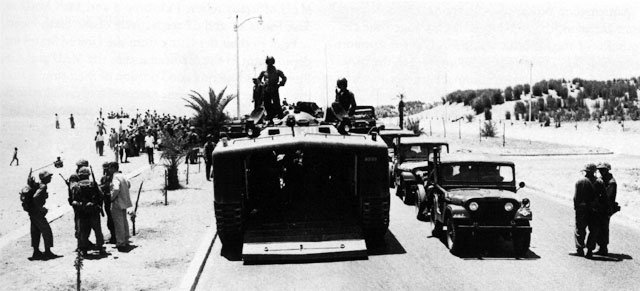
1958年美國海軍陸戰隊的LVTP-5在貝魯特

- 美国 美軍中的LVTP5在1974年前已經全部退役[1]。
- 中華民國
- 菲律賓：1975年購買50輛，[3]包括了LVTP-5A1與LVTH-6。至2019年將最後服役的4輛LVTH-6兩棲登陸砲車退役，[4]目前以韓國採購的KAAV-7A1取代。
- 智利

### 中華民國使用的LVTP-5兩棲登陸履帶車輛

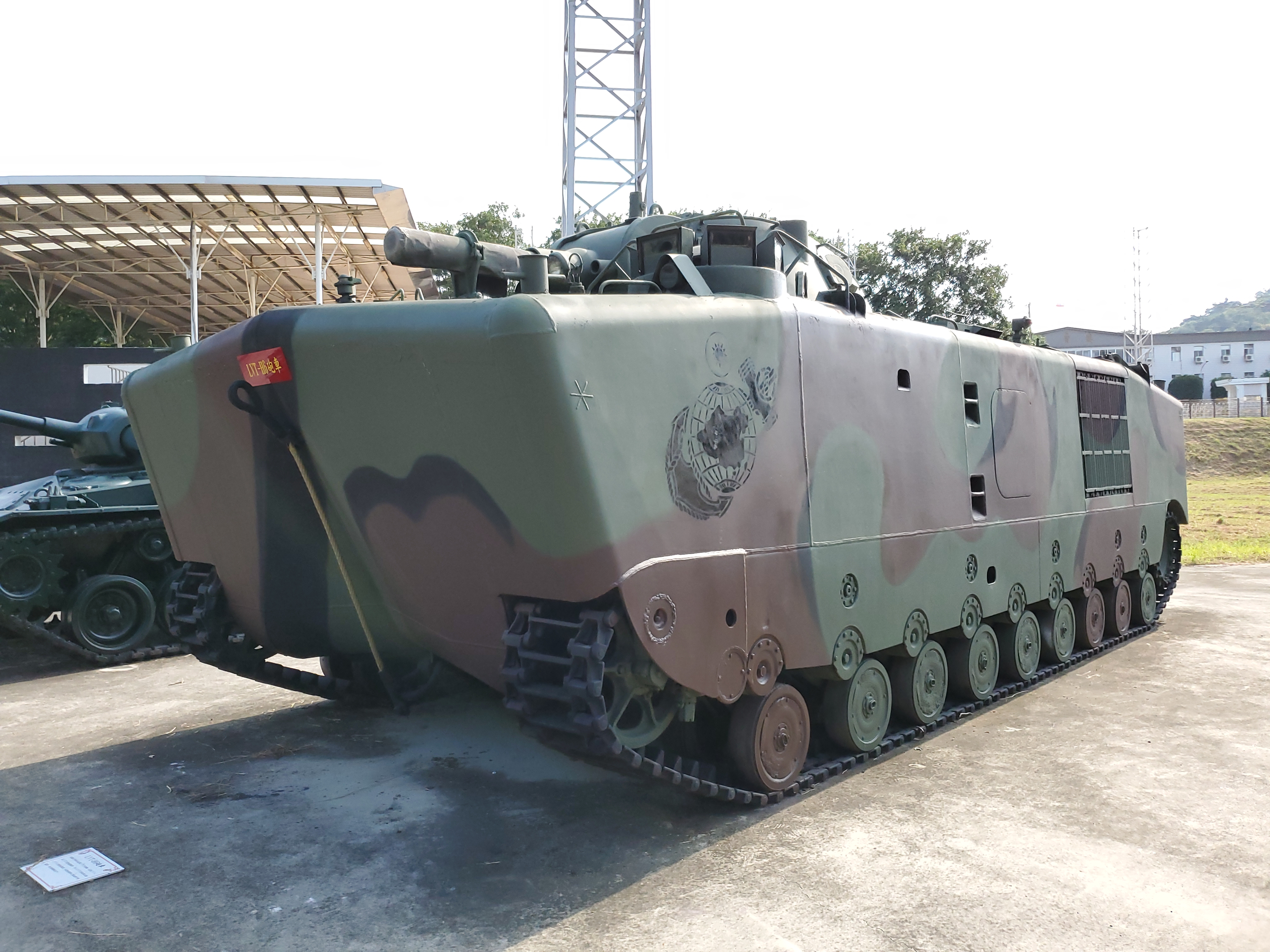
中華民國海軍陸戰隊LVTH-6砲車前視圖

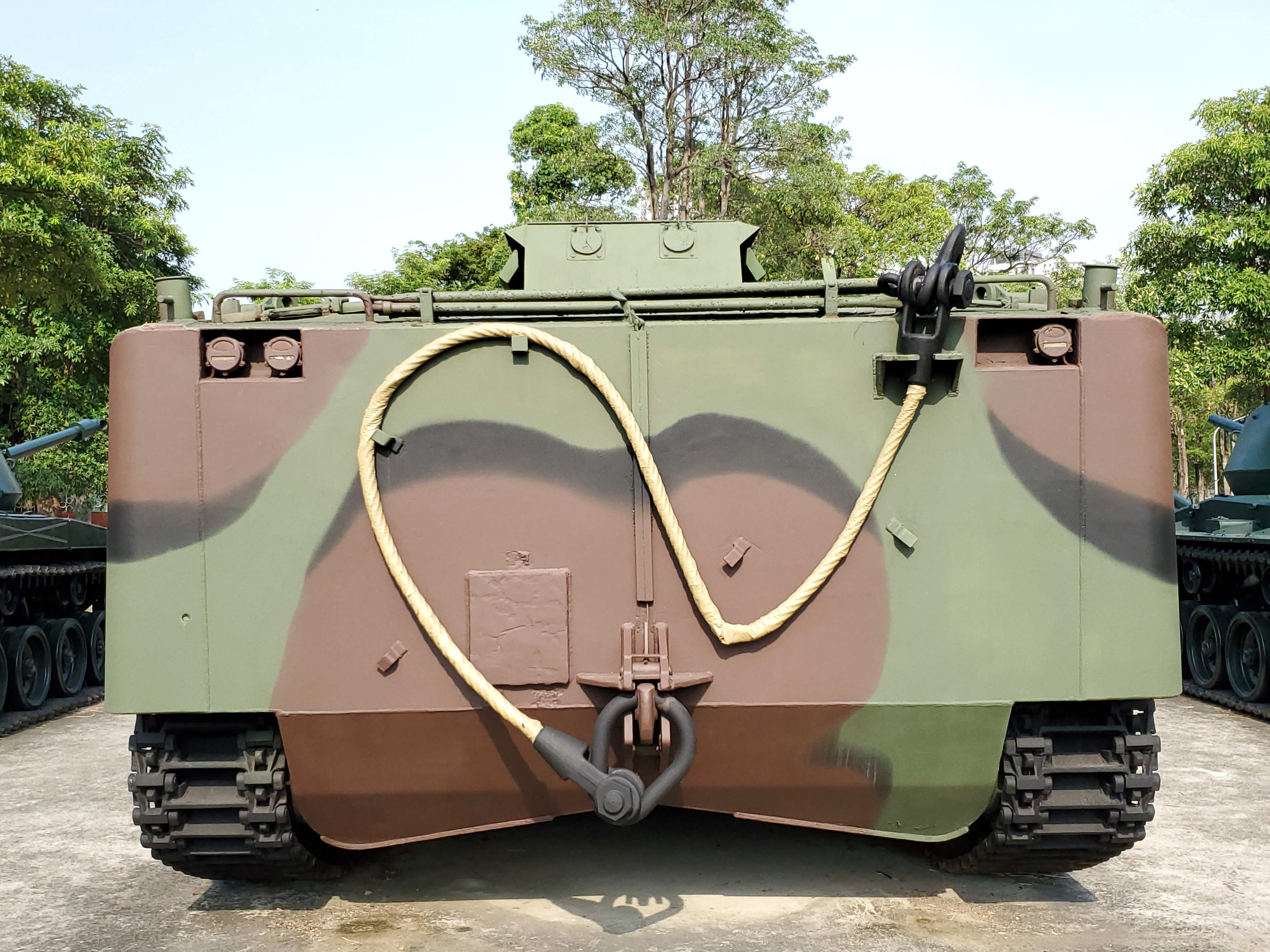
LVTH-6砲車後視圖

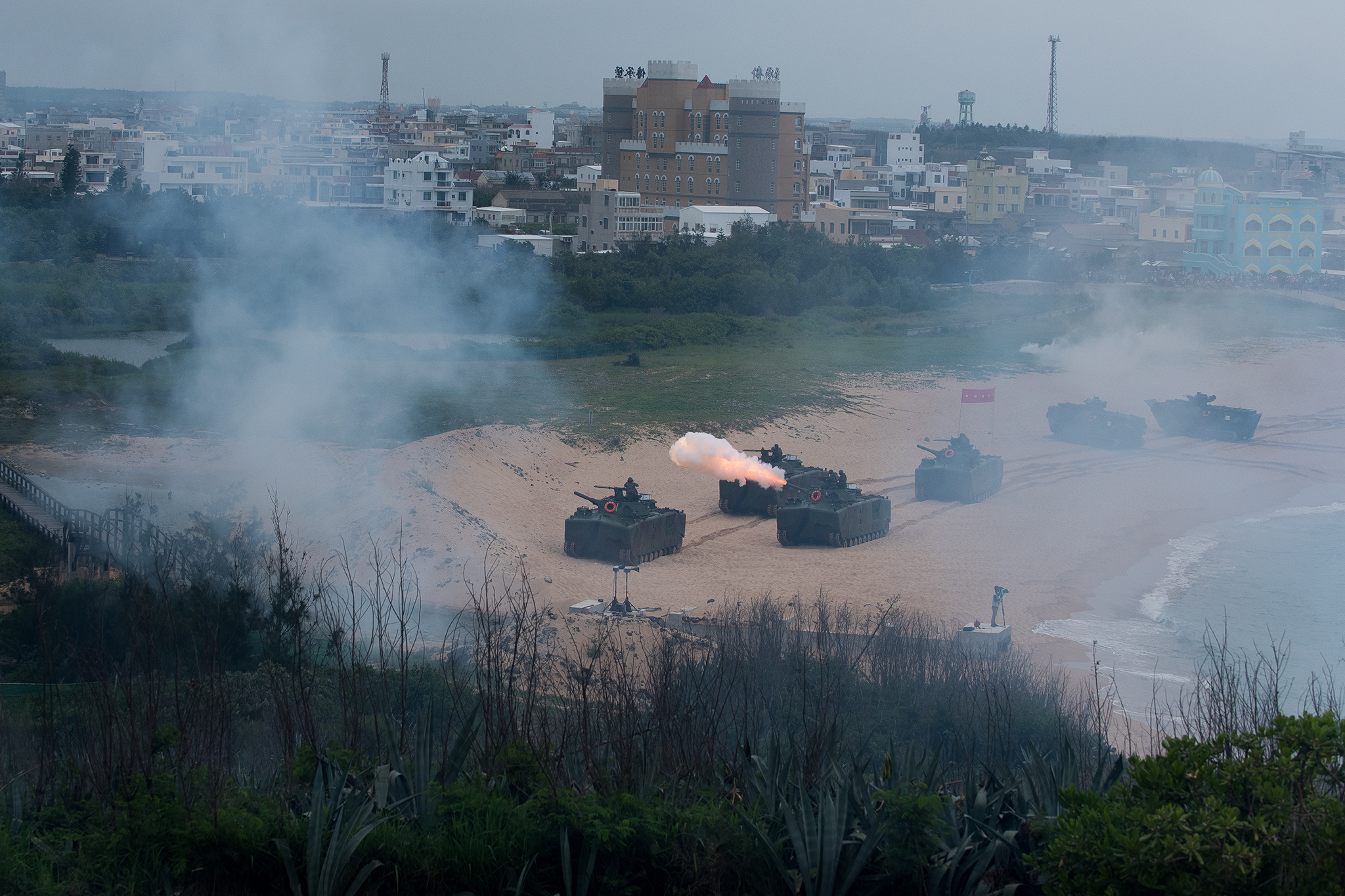
中華民國海軍陸戰隊於漢光演習中使用LVTH-6火力支援車與AAV-7兩棲突擊車進行兩棲登陸演習

1972年美軍即將淘汰而廉價讓售，中華民國海軍陸戰隊購買美軍LVTP-5取代LVT-4及LVT-3C登陸運輸車，以LVTH-6“大砲鴨”汰換LVTA登陸砲戰車，這批兩棲車輛全部隸屬第651團，編裝為P5運輸車營x2（各4個連，每連另配有C1指揮車及R1救濟車）、H6砲車營x1（計4個連）及各營部連所屬E1工兵車掃雷排。因汽油引擎老化後補保問題與安全性之故，1992年起由奈普可公司（Napco）為海軍陸戰隊開始進行性能重建動力更新計畫，狀況較好的LVTP-5系列將原裝之大陸（Teledyne Continental）LV-1790汽油引擎更換為底特律柴油（Detroit Diesel）12V-71T雙渦輪增壓2行程柴油引擎，搭配變速箱是工研院機械所合作只有高低速與倒車檔,但保留原有艾利森（Allison Transmission）CD-850型液壓變速箱。底盤部原裝有12只橡膠油箱在拆除引擎室底部4個油箱後亦減為8個，但因改為柴油引擎後較原使用汽油引擎續航力增加，故減少油箱數目仍無損其性能提昇。
2001年4月，布希政府批准出售54輛AAV-7A1兩棲突擊載具給中華民國，海軍陸戰隊以「飛馬計劃」採購54輛，接收這批兩棲運輸車輛以汰換運輸車型LVTP-5。2018年執行「飛馬二號」專案，增購36輛AAV-7兩棲突擊車，將於交車後「LVTP-5A1兩棲登陸戰車」將全數除役。至於擔負火力支援任務的「LVTH-6兩棲登陸砲車」及掃雷任務「LVTE-1兩棲登陸工兵車」因為尚未尋找到合適的汰換模式以延壽繼續服役。

### 外部連結
- Federation of American Scientists （页面存档备份，存于）
- LVTP5 Museum page （页面存档备份，存于）
- American Fighting Vehicle database （页面存档备份，存于）